# Charles Simic
Charles Simic (Belgrado, Yugoslavia, 9 de mayo de 1938 - Dover, Estados Unidos, 9 de enero de 2023) fue un poeta serbioestadounidense.
En su poesía trató su herencia de la Europa del Este y las traumáticas experiencias que vivió en su niñez, durante la Segunda Guerra Mundial, aprovechándolas para hablar sobre la escasez de espiritualidad en el mundo contemporáneo.

## Biografía
En 1954, y tras pasar un año en París, emigró junto a su madre y su hermano a Estados Unidos para reunirse con su padre.
Vivieron en la zona de Chicago. En 1961 fue reclutado por el Ejército de los Estados Unidos. En 1966 se licenció en la 
Universidad de Nueva York mientras trabajaba de noche para cubrir los costos.
Desde 1973 enseñó inglés, escritura creativa y crítica en la Universidad de New Hampshire.
Falleció en 2023, a los 84 años, en una residencia de ancianos de Dover, a consecuencia de complicaciones derivadas de la demencia senil que padecía.

## Carrera literaria
Publicó su primera colección de poemas, What the Grass Says, en 1960, con solo 21 años.
Ha publicado tanto en Estados Unidos como en otros países y entre su producción destacan: The World Doesn’t End (1989); Walking the Black Cat (1996); Jackstraws (1999), que fue nombrado Libro Destacado del año por The New York Times y Selected Poems: 1963–2003 (2004). También ha publicado libros en prosa y memorias.
También colaboró con numerosas revistas literarias como The New Yorker, The Atlantic, The Paris Review, Harper's Magazine
 y The New Republic.

## Crítica
El bibliotecario de la Biblioteca del Congreso, James H. Billington, ha dicho de Simic: «La amplitud de la imaginación de Charles Simic es evidente en sus impresionantes e inusuales imágenes. Maneja el lenguaje con la habilidad de un maestro artesano, pero sus poemas son fácilmente accesibles, a menudo meditativos y sorprendentes. Nos ha brindado un rico cuerpo de poesía altamente organizada con matices de oscuridad y destellos de humor irónico».
Liam Rector, que escribe para Hudson Review, ha señalado que la obra del autor «tiene una pureza, una originalidad inigualable por muchos de sus contemporáneos». En el Chicago Review, Victor Contoski caracterizó el trabajo de Simic como «una de las poesías más sorprendentemente originales de nuestro tiempo, una poesía sorprendentemente cruda en sus conceptos, imágenes y lenguaje». El corresponsal de Georgia Review, Peter Stitt, escribió: «El hecho de que haya pasado sus primeros once años sobreviviendo a la Segunda Guerra Mundial como residente de Europa del Este lo convierte de una manera especialmente profunda en un escritor que se va lejos de casa... Es uno de los poetas más sabios de su generación y uno de los mejores».

## Obra publicada en inglés
Fuente: Página del autor en la Library of Congress.

### Poesía
- 1960: What the Grass Says.
- 1969: Somewhere Among Us a Stone Is Taking Notes.
- 1971: Dismantling the Silence.
- 1972: White.
- 1974: Return to a Place Lit by a Glass of Milk.
- 1976: Biography and a Lament.
- 1977: Charon's Cosmology.
- 1978: Brooms: Selected Poems.
- 1978: School for Dark Thoughts.
- 1980: They Forage at Night.
- 1980: Classic Ballroom Dances.
- 1982: Austerities.
- 1983: Weather Forecast for Utopia & Vicinity: Poems, 1967–1982.
- 1985: Selected Poems: 1963–1983. Finalista del Premio Pulitzer de Poesía 1986.
- 1986: Unending Blues. Finalista del Premio Pulitzer de Poesía 1987.
- 1989: Pyramids and Sphinxes.
- 1989: Nine Poems.
- 1989: The World Doesn’t End: Prose Poems. Ganador del Premio Pulitzer de Poesía 1990.
- 1990: The Book of Gods and Devils.
- 1992: Hotel Insomnia.
- 1994: A Wedding in Hell.
- 1995: Frightening Toys.
- 1996: Walking the Black Cat. Finalista del Premio Nacional del Libro de Poesía.
- 1997: Looking for Trouble: Selected Early and More Recent Poems.
- 1999: Jackstraws. Nombrado Libro Destacado del año por The New York Times.
- 1999: Selected Early Poems.
- 2001: Night Picnic.
- 2003: The Voice at 3:00 AM: Selected Late and New Poems.
- 2004: Selected Poems: 1963–2003. Ganador del Premio Griffin de Poesía 2005.
- 2005: Aunt Lettuce, I Want to Peek Under Your Skirt. Poesía erótica.
- 2005: My Noiseless Entourage.
- 2008: 60 Poems.
- 2008: That Little Something.
- 2008: The Monster Loves His Labyrinth: Notebooks.
- 2010: Master of Disguises.
- 2013: New and Selected Poems: 1962–2012.
- 2013: Selected Early Poems.
- 2015: The Lunatic.
- 2017: Scribbled in the Dark.
- 2019: Come closer and listen: new poems.
- 2022: No Land in Sight: Poems.

### Prosa, ensayos y memorias
- 1985: The Uncertain Certainty: Interviews, Essays, and Notes on Poetry.
- 1990: Wonderful Words, Silent Truth: Essays on Poetry and a Memoir.
- 1992: Dime-Store Alchemy. Colección de pequeñas piezas en prosa, homenaje a Joseph Cornell.
- 1994: The Unemployed Fortune Teller.
- 1997: Orphan Factory: Essays and Memoirs.
- 2000: A Fly in the Soup. Memorias.
- 2003: The Metaphysician in the Dark.
- 2006: Memory Piano.
- 2008: The Renegade: Writings on Poetry and a Few Other Things.
- 2015: The Life of Images: Selected Prose.

## Obra traducida al castellano

### Traducciones de libros
- El mundo no se acaba, Vaso Roto Ediciones, 2013. Traducción de The World Doesn’t End: Prose Poems, por Jordi Doce. ISBN 978-84-15168-62-1.
- Libro de dioses y demonios, Valparaíso Ediciones, 2021. Traducción de The Book of God and Devils, por Nieves García Prados y Juan José Vélez Otero. ISBN 978-84-18082-99-3.
- Hotel insomnio, Editorial Nómadas, 1998. Traducción de Hotel Insomnia, por Jordi Doce.
- Alquimia de tendajón: el arte de Joseph Cornell, Universidad Nacional Autónoma de México, 1996. Traducción de Dime-Store Alchemy, por Elisa Ramírez Castañeda. ISBN 968-36-4652-2.
- Una boda en el infierno, Valparaíso Ediciones, 2022. Traducción de A Wedding in Hell, por Nieves García Prados y Javier Gutiérrez Lozano. ISBN 978-84-18694-67-7.
- Paseando al gato negro, Valparaíso Ediciones, 2017. Traducción de Walking the Black Cat, por Nieves García Prados. ISBN 978-84-16560-33-2.
- Jackstraws, Valparaíso Ediciones, 2021. Traducción de Jackstraws, por Nieves García Prados y Juan José Vélez Otero. ISBN 978-84-18082-85-6.
- Una mosca en la sopa: memorias, Vaso Roto Ediciones, 2010. Traducción de A Fly in the Soup, por Jaime Blasco. ISBN 978-84-938087-4-7.
- Picnic nocturno, Valparaíso Ediciones. 2018. Traducción de Night Picnic, por Nieves García Prados. ISBN 978-84-17096-37-3.
- La voz a las tres de la madrugada, DVD, 2009. Traducción de The Voice at 3:00 AM: Selected Late and New Poems, por Martín López-Vega. ISBN 978-84-96238-95-4.
- Mi séquito silencioso, Vaso Roto Ediciones, 2014. Traducción de My Noiseless Entourage, por Antonio Albors. ISBN 978-84-15168-84-3.
- Ese pequeño detalle, Valparaíso Ediciones, 2021. Traducción de That Little Something, por Nieves García Prados y Javier Gutiérrez Lozano. ISBN 978-84-17096-47-2.
- El monstruo ama su laberinto: cuadernos, Vaso Roto Ediciones, 2015. Traducción de The Monster Loves His Labyrinth: Notebooks, por Jordi Doce; epílogo de Seamus Heaney. ISBN 978-84-16193-96-7.
- El señor de las máscaras, Valparaíso Ediciones, 2018. Traducción de Master of Disguises, por Nieves García Prados. ISBN 978-84-17096-48-9.
- El lunático, Vaso Roto Ediciones, 2017. Traducción de The Lunatic, por Jordi Doce. ISBN 978-84-16193-48-6.
- La vida de las imágenes: prosa selecta, Vaso Roto Ediciones, 2017. Traducción de The Life of Images: Selected Prose, por Luis Ingelmo. ISBN 978-84-947401-0-7.
- Garabateado en la oscuridad, Vaso Roto Ediciones, 2018. Traducción de Scribbled in the Dark, por Nieves García Prados. ISBN 978-84-948989-7-6.
- Acércate y escucha, Vaso Roto Ediciones, 2020. Traducción de Come closer and listen: new poems, por Nieves García Prados. ISBN 978-84-121638-2-7.
- Sin tierra a la vista, Vaso Roto Ediciones, 2023. Traducción de No Land in Sight: Poems, por Nieves García Prados. ISBN 978-84-19693-03-7.

### Recopilaciones
- Desmontando el silencio: antología poética, Ayuntamiento de Lucena, 2003. Edición bilingüe de Jordi Doce. ISBN 84-89903-72-7.
- Mil novecientos treinta y ocho: antología poética, Valparaíso Ediciones, 2014. Traducción y prólogo de Nieves García Prados. ISBN 978-84-942373-6-2.
- Días cortos y largas noches, Valparaíso Ediciones, 2017. Traducción y prólogo de Nieves García Prados. Selección de artículos publicados en The New York Review of Books. ISBN 978-84-16560-34-9.
- Antología poética, Visor Libros, 2019. Selección, traducción y prólogo de Nieves García Prados. ISBN 978-84-9895-383-1.
- Poesía (1962-2020), Valparaíso Ediciones, 2020. Traducción y prólogo de Nieves García Prados. ISBN 978-84-18082-28-3.

## Premios y reconocimientos
- 1972: Beca Guggenheim.[6]
- 1976: Premio de Literatura de la Academia Estadounidense de las Artes y las Letras.[7]
- 1980: PEN Translation Prize por Homage to the Lame Wolf, traducción del serbio de la obra de Vasko Popa.[8]
- 1984: Beca MacArthur.[9]
- 1990: Premio Pulitzer de Poesía por The World Doesn’t End: Prose Poems.[10]
- 1993: Harold Morton Landon Translation Award por la traducción al inglés de The Horse Has Six Legs: An Anthology of Serbian Poetry.[11]
- 1998: Academy of American Poets Fellowship por sus «logros poéticos distinguidos».[12]
- 2003: Horst Bienek Prize for Poetry de la Akademie der Bildenden Künste München.[13]
- 2007: Premio Wallace Stevens por «el dominio destacado y comprobado en el arte de la poesía».[14]
- 2008: Class of Great Immigrants por «sus notables contribuciones al progreso de la sociedad americana».[15]
- 2011: Vilcek Prize por su trayectoria.[16]
- 2017: Golden Wreath Award de la Struga Poetry Eveningspor el «conjunto de su obra».[17]